# 布莱恩特·冈贝尔

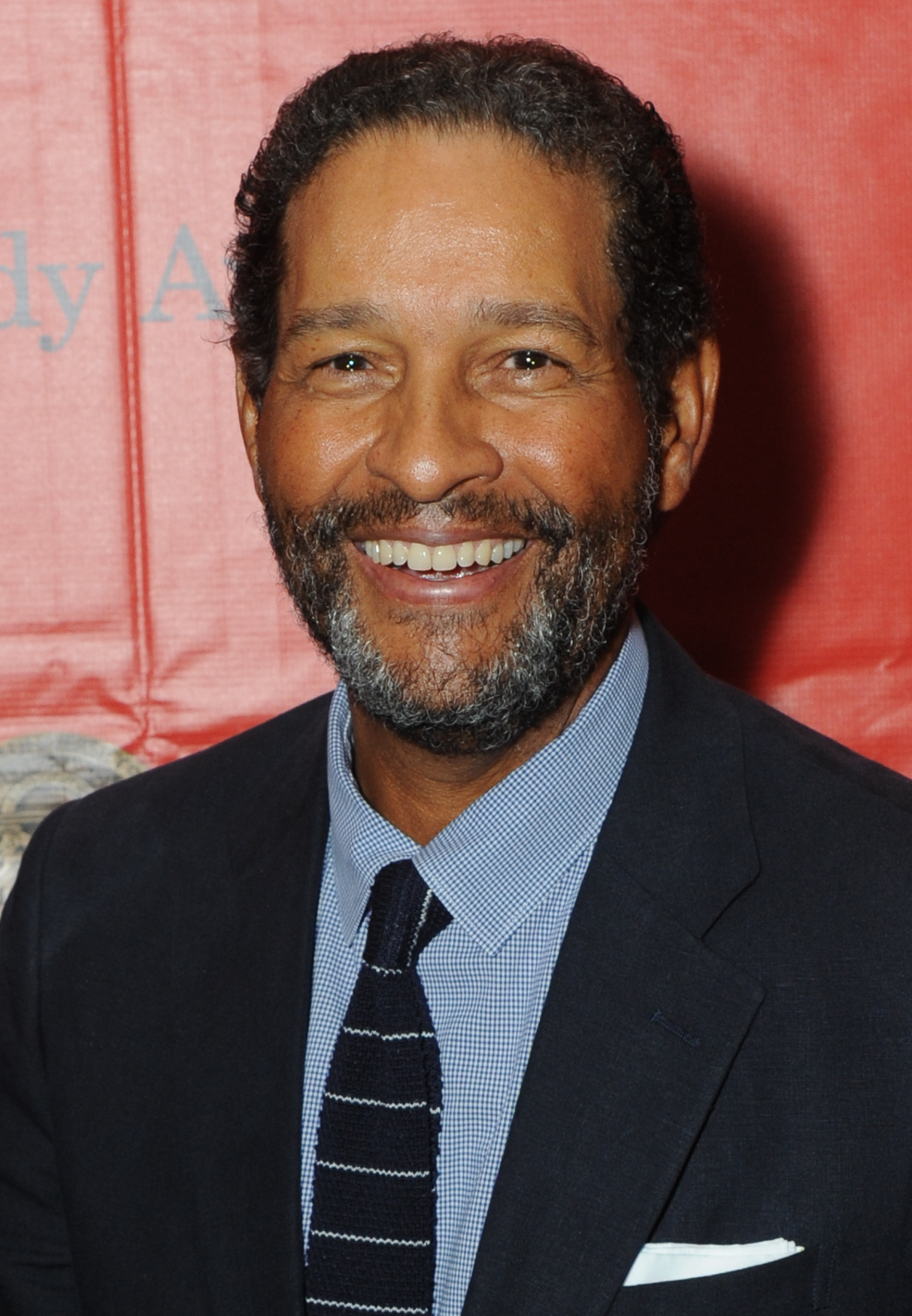
布莱恩特·冈贝尔

布莱恩特·查尔斯·冈贝尔（Bryant Charles Gumbel，1948年9月29日—）是一位美国體育評述員，1982年至1997年期間負責主持全国广播公司的節目《今天》。 後來布莱恩特·冈贝尔转投CBS，之后成為早间秀的联合主持人。